# José Feliciano Ferreira
José Feliciano Ferreira (Jataí, 15 de dezembro de 1916 - Goiania, 23 de março de 2009) foi um advogado e político brasileiro filiado ao PMDB.
Serviu como vereador pelo munícipio de Jataí, deputado estadual por Goiás na 2.ª legislatura, governador de Goiás (1959-1961),1.º suplente e senador pelo mesmo estado. Foi também secretário de Estado de Educação e Cultura de Goiás, em duas gestões e o terceiro presidente do Banco do Estado de Goiás.

## Biografia
Nascido em Jataí, José Feliciano Ferreira foi o primeiro natural da cidade à governar o Estado de Goiás, entre os anos de 1959 a 1961. Fato, mais tarde, repetido pelo conterrâneo Maguito Vilela.

## Carreira política
Diplomado em Direito pela antiga Universidade do Brasil, no Rio de Janeiro (hoje, Universidade Federal do Rio de Janeiro (UFRJ), o início da trajetória política do goiano de Jataí, José Feliciano Ferreira, se deu com o exercício do mandato de vereador, em sua cidade-natal, pelo extinto Partido Social Democrático, no ano de 1952. Anteriormente, nos anos 40, José Feliciano Ferreira foi o responsável direto pela construção da Usina Hidrelétrica de Jataí, a Companhia Força e Luz. Com isso, foi convencido pelo cunhado, o médico Serafim Carvalho, que presidia o PSD na cidade à época, para adentrar na carreira na política.
José Feliciano Ferreira, após o exercício do mandato de vereador, foi eleito, em 1950, para uma vaga na Assembleia Legislativa de Goiás, tendo exercido o cargo de presidente do Legislativo Goiano. Ele também foi o titular da Secretaria de Estado da Educação de Goiás, no governo de José Ludovico de Almeida, o Jucá Ludovico. Neste cargo, entre suas principais realizações, destaca-se a construção do Instituto de Educação de Goiás (IEG).
Em 1958, venceu a disputa eleitoral pelo Governo de Goiás, na disputa com o rio-verdense, César da Cunha Bastos. Devido sua popularidade, após o quatriênio como secretário estadual da Educação, tornou-se governador após receber 151 565 votos.
Com o tempo, José Feliciano Ferreira se aproximou do ex-presidente da República, Juscelino Kubitschek de Oliveira. A relação de ambos acabou se aprofundando tanto, que José Feliciano auxiliou o presidente JK na construção de Brasília, a nova capital federal. À época, o então governador de Goiás, José Feliciano Ferreira, determinou a construção da Usina de Cachoeira Dourada, seguindo uma solicitação do presidente, para que Brasília fosse suprida de energia elétrica. Seu governo, apoiou e deu geral suporte necessário para a criação das duas universidades de Goiás, a Universidade Católica de Goiás, criada 17 de outubro de 1959; e a Universidade Federal de Goiás, a 14 de dezembro de 1960.

### Senador por Goiás

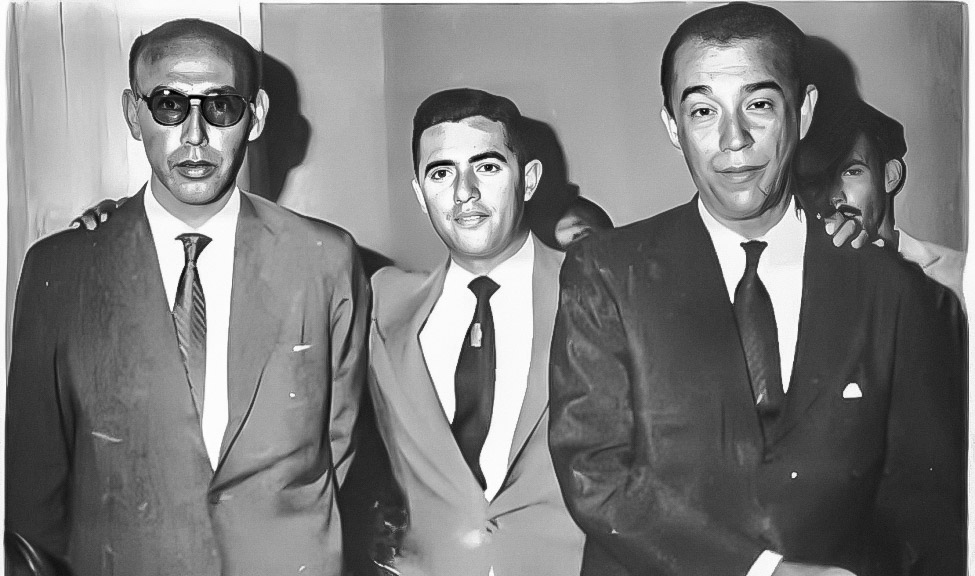
José Feliciano Ferreira, Toniquinho e Juscelino Kubitschek no Senado Federal do Brasil, década de 1960.

Logo que deixou o Palácio Pedro Ludovico Teixeira, José Feliciano Ferreira conseguiu se eleger para o Senado Federal, inicialmente como primeiro suplente de Juscelino Kubitschek, em 1960, e, posteriormente, cumpriu mandato entre 1963 e 1970, após eleição no ano anterior. Em pleno período da ditadura militar, José Feliciano Ferreira foi convidado a reassumir o Governo de Goiás, via uma eleição indireta. Mas, recusou o convite alegando ser um defensor dos princípios democráticos.

### Presidente do BEG
Mesmo após ser eleito suplente e senador, respectivamente, José Feliciano exerceu a presidência do Banco do Estado de Goiás, sendo o terceiro ocupante da vaga, no biênio de 3 de abril de 1961 até 21 de abril de 1963, por 2 anos e 17 dias.

## Anos seguintes e morte
Em 1971, José Feliciano Ferreira abandonou a carreira política, decidindo se dedicar integralmente à família. Atuou, até à sua morte, como pecuarista na sua propriedade rural em Jataí, no Sudoeste Goiano, cidade fundada há 173 anos por seus bisavós (José Carvalho Bastos e José Manuel Vilela), mais precisamente no ano de 1836.

### Morte
José Feliciano Ferreira morreu subitamente, aos 92 anos de idade, em sua residência em Goiânia, na manhã da segunda-feira, 23 de março. Segundo informações, por volta das 8 horas da manhã, ele teria se levantado e tomado café-da-manhã como era o costume e, quase uma hora depois, veio a óbito diagnosticado por mal súbito.
Presente ao velório, o governador de Goiás, Alcides Rodrigues Filho (PP), que decretou luto oficial no Estado por três dias. O senador por Goiás, Marconi Perillo, lamentou a morte de José. Os ex-governadores goianos, o jataiense Maguito Vilela e Iris Rezende Machado, respectivamente prefeitos de Aparecida de Goiânia e de Goiânia, e o amigo particular, o conterrâneo Antônio Soares Neto (“Toniquinho JK”) foram algumas das autoridades presentes ao velório e ao sepultamento do corpo de José Feliciano Ferreira, no Cemitério Parque Memorial, em Goiânia.

## Histórico eleitoral
| Cargo disputado               | Eleição | Partido/Coligação | Partido/Coligação | Votos quantitativos | Porcentagem         | Situação            |
| ----------------------------- | ------- | ----------------- | ----------------- | ------------------- | ------------------- | ------------------- |
| Vereador por Jataí            | 1947    |                   | PSD               | Desconhecido        | Desconhecido        | Eleito em 1.º turno |
| Deputado estadual por Goiás   | 1950    | 2.166             | PSD               | 1,45%               | Eleito em 1.º turno |                     |
| Governador de Goiás           | 1958    | PSD-PSP           | 151.565           | 58,86%              | Eleito em 1.º turno |                     |
| Suplente de senador por Goiás | 1960    | PSD               | 146.366           | 84,52%              | Eleito em 1.º turno |                     |
| Senador por Goiás             | 1962    | PSD               | 168.150           | 32,29%              | Eleito em 1.º turno |                     |